# Treva de Niça
La Treva de Niça va ser un tractat signat a Niça entre l'emperador Carles V i Francesc I de França el 18 de juny de 1538 per aturar durant 10 anys els enfrontaments pels territoris italians del Sacre Imperi Romanogermànic.

## Història
La mort del Duc Sforza de Milà l'any 1535 va tornar a plantejar la qüestió d'Itàlia, en donar lloc a les pretensions franceses sobre la successió al ducat de Milà per a un dels seus candidats. Així el 1537 un exèrcit francès va envair Savoia i el Piemont, ocupant Torí i aguditzant el perill de Milà.
El 1536 Carles V retornava triomfant de Tunis i ple de plans per a la unificació del cristianisme, entrevistant-se amb el Papa en presència d'ambaixadors francesos va declarar que si Francesc I no acceptava les seves condicions de pau li declararia la guerra. L'única alternativa que oferia era un duel personal entre ell i Francesc I, si guanyava ell el premi seria Borgonya i si sortia victoriós Francesc guanyaria Milà.
Carles V va permetre als seus ministres de negociar per a guanyar temps. Empès pels seus capitans Andreu Doria i Antonio de Leiva va decidir iniciar les hostilitats. Pensava en un atac per mar i terra contra França, el que significava un trasllat total de tropes. Del múltiple atac sobre les províncies meridionals de les Disset Províncies, la invasió septentrional des dels Països Baixos es va haver d'abandonar per falta de liquiditat econòmica però l'emperador Carles durant l'estiu de 1536 es va internar per la Provença. La campanya va ser un desastre i a l'octubre Carles estava novament a Gènova arruïnat amb la seva potència militar i endeutat. L'esgotament mutuu va fer aturar les operacions majors i fracassades les negociacions pels emissaris de l'emperador sobre Milà, per l'ajuda francesa als turcs i pel suport de França al cinquè Concili General es va signar la Treva de Niça el juny de 1538 amb un acord que havia de durar 10 anys i amb el programa d'una lliga contra els musulmans i protestants i la col·laboració en un concili general.
Posteriorment Francesc I, irritat per les accions de l'emperador a Milà, i aprofitant l'esgotament de l'emperador i dels recursos trets d'Alger l'any anterior, trenca la treva el juliol de 1542 i envia un exèrcit invasor als Països Baixos.